# Dioscorea acerifolia
Dioscorea acerifolia är en enhjärtbladig växtart som beskrevs av Rodolfo Amando Philippi. Dioscorea acerifolia ingår i släktet Dioscorea och familjen Dioscoreaceae. Inga underarter finns listade i Catalogue of Life.